# Lombo dos Aguiares
Lombo dos Aguiares é um sítio da freguesia de Santo António, no concelho do Funchal, na ilha da Madeira, na Região Autónoma da Madeira, em Portugal.
O nome provavelmente deriva de Diogo Afonso d 'Aguiar, um dos quatro fidalgos que D. Afonso V mandou à Madeira para casar com as filhas do primeiro capitão do donatário do Funchal, João Gonçalves Zarco. Diogo Afonso teria tido terras nesta freguesia, no lombo ou lombada a que deu o seu nome e que ainda actualmente conserva. Em 1929, era o sítio mais populoso da freguesia de Santo António, com 444 habitantes.
No biénio de 1844 a 1845 se alargou e prolongou o caminho do Lombo dos Aguiares, orçando esses trabalhos por 470$000 reis. Em 2019, este caminho foi ligado à via rápida Cota 500.
Por decreto de 24 de Novembro de 1915 criou-se neste sítio uma escola mista, instalada no sítio da Quinta das Freiras, em edifício hoje desaparecido, sendo então professora Maria Amália Veiga Pestana Ferro, irmã do alferes João Paulo da Veiga Pestana, morto a 8 de abril de 1918 na Batalha de La Lys.
Durante a década de 2010, a escola básica de primeiro ciclo que existia neste lugar foi desativada, sendo o edifício transformado em 2017 no espaço cultural e recreativo "Baú da Cultura", destinado a combater os efeitos do envelhecimento populacional nesta localidade.
Em 1926, a Câmara Municipal do Funchal mandou levantar neste sítio e no do Laranjal sete fontanários, para distribuição de água potável à população.
Aqui nasceu em 1860 a madre Virgínia Brites da Paixão, a "Freirinha", tendo sido erguido em 1971 o Convento de Santo António no espaço da casa dos seus pais. Aqui realiza-se no início de setembro a festa em honra do Senhor da Paciência, cuja estátua foi resgatada pela Madre Virgínia do Convento das Mercês, do qual era abadessa, aquando da sua extinção.
Devido ao seu afastamento do centro da cidade do Funchal, é considerado uma ultraperiferia da cidade.